# كلية إدارة الأعمال (جامعة الملك فيصل)
كلية إدارة الأعمال بجامعة الملك فيصل هي إحدى الكليات التي تهتم بدراسة مجالات إدارة الأعمال في جامعة الملك فيصل في محافظة الأحساء في المنطقة الشرقية في المملكة العربية السعودية.

## التاريخ
تأسست كلية إدارة الأعمال في جامعة الملك فيصل في مدينة الهفوف بالأحساء في عام 1404 هـ (1984) تحت مسمي كلية التخطيط والعلوم الإدارية، كانت الكلية في بداية تأسيسها تشغل مقر كلية التربية بعد انتقال كلية التربية إلي مبناها الجديد، وفي العام 1418 هـ إنتقلت الكلية إلى مبناها الأخر الواقع بجوار البوابة الرئيسية للجامعة، وصالة الشيخ حسن آل الشيخ، ثم إنتقلت الكلية لمقرها الحالي بالمدينة الجامعية في الفصل الدراسي الأول من سنة 1432-33 هـ.

## الأقسام العلمية
تشمل كلية العلوم الطبية التطبيقية 6 أقسام رئيسية وهي قسم الإدارة، وقسم الأساليب الكمية، وقسم الاقتصاد، وقسم المالية، وقسم المحاسبة، وقسم نظم المعلومات الإدارية.

### قسم الإدارة
تأسس القسم مع بداية الكلية في العام الدراسي 1405-06 هـ، يقدم القسم حاليًا برنامج بكالوريوس في إدارة الأعمال، وكان القسم يقدم برنامج البكالوريوس في إدارة المشاريع ثم تحول القسم إلى برنامج إدارة الأعمال، وكان أيضًا القسم يقدم برنامجي التسويق والتمويل قبل تأسيس قسم العلوم المالية.

### قسم الأساليب الكمية
تأسس قسم الأساليب الكمية مع أفتتاح الكلية في عام 1404 هـ تحت اسم قسم الإحصاء والأساليب الكمية، ويهدف القسم إلي تدريس المواد الإحصائية والرياضية، واستحداث القسم باسم قسم الأساليب الكمية في العام الجامعي 1429- 30 هـ، ويقدم القسم برنامج البكالوريوس في تخصص المخاطر والتامين.

### قسم الاقتصاد
يدرس في قسم الاقتصاد مواد الاقتصاد النظرية والتطبيقية، وفي عام 1431 هـ، صدرت موافقة مجلس الكلية على برنامج البكالوريوس في اقتصاديات الأعمال.

### قسم المالية
أنشي قسم المالية في عام 2007، حصل قسم المالية على اعتماد معهد المحللين الماليين المعتمدين، وحصل علي الاعتماد المهني من معهد تشارترد للأوراق المالية والاستثمار، وحصل أيضًا علي اعتماد جمعية المحاسبين القانونيين المعتمدين البريطانية.